# Tenuipalpus isabelae
Tenuipalpus isabelae är ett spindeldjur som beskrevs 2006 av Nora Cristina Mesa, Gilberto José de Moraes och Ronald Ochoa. Arten ingår i släktet Tenuipalpus och familjen Tenuipalpidae. Arten är funnen i sydöstra Brasilien och har fått sitt namn efter Isabel Cristina Zuluaga Mesa, huvudförfattarens dotter. Inga underarter finns listade i Catalogue of Life.